# Chelmsford (circonscription britannique)
Pour les articles homonymes, voir Chelmsford (homonymie).
Circonscription parlementaire de la Chambre des communes
Chelmsford est une circonscription électorale britannique, située dans l'Essex et existant de 1885 à 1997 et à nouveau depuis 2010.
Elle est représentée à la Chambre des communes du Parlement du Royaume-Uni par Marie Goldman, (Libéraux-démocrates) depuis les élections de 2024. La circonscription comprend la ville de Chelmsford, d'après laquelle elle est nommée.

## Députés
Les députés de la circonscription sont :
1885-1997
| Législature                                                           | Années    | Député                      | Député                        | Parti         |
| --------------------------------------------------------------------- | --------- | --------------------------- | ----------------------------- | ------------- |
| Chelmsford issue de West Essex                                        |           |                             |                               |               |
| 23e                                                                   | 1885–1886 |                             | William James Beadel          | Conservateur  |
| 24e                                                                   | 1886–1887 |                             | William James Beadel          | Conservateur  |
| 25e                                                                   | 1892–1892 |                             | William James Beadel          | Conservateur  |
| 25e                                                                   | 1892-1895 | Thomas Usborne              |                               | Conservateur  |
| 26e                                                                   | 1895–1900 | Thomas Usborne              |                               | Conservateur  |
| 27e                                                                   | 1900–1906 | Carne Rasch                 |                               | Conservateur  |
| 28e                                                                   | 1906–1908 | Carne Rasch                 |                               | Conservateur  |
| 28e                                                                   | 1908-1910 | E. G. Pretyman              |                               | Conservateur  |
| 29e                                                                   | 1910–1910 | E. G. Pretyman              |                               | Conservateur  |
| 30e                                                                   | 1910–1918 | E. G. Pretyman              |                               | Conservateur  |
| 31e                                                                   | 1918–1922 | E. G. Pretyman              | Coalition conservatrice       |               |
| 32e                                                                   | 1922–1923 | E. G. Pretyman              | Conservateur                  |               |
| 33e                                                                   | 1923–1924 |                             | Sydney Walter Robinson        | Libéral       |
| 34e                                                                   | 1924–1926 |                             | Henry Honywood Curtis-Bennett | Conservateur  |
| 34e                                                                   | 1926-1929 | Charles Kenneth Howard-Bury |                               | Conservateur  |
| 35e                                                                   | 1929–1931 | Charles Kenneth Howard-Bury |                               | Conservateur  |
| 36e                                                                   | 1931–1935 | Vivian Leonard Henderson    |                               | Conservateur  |
| 37e                                                                   | 1935–1945 | John Macnamara              |                               | Conservateur  |
| 37e                                                                   | 1945-1945 |                             | Ernest Millington             | Common Wealth |
| 38e                                                                   | 1945–1946 |                             | Ernest Millington             | Common Wealth |
| 38e                                                                   | 1946-1950 |                             | Ernest Millington             | Travailliste  |
| 39e                                                                   | 1950–1951 |                             | Hubert Ashton                 | Conservateur  |
| 40e                                                                   | 1951–1955 |                             | Hubert Ashton                 | Conservateur  |
| 41e                                                                   | 1955–1959 |                             | Hubert Ashton                 | Conservateur  |
| 42e                                                                   | 1959–1964 |                             | Hubert Ashton                 | Conservateur  |
| 43e                                                                   | 1964–1966 | Norman St John-Stevas       |                               | Conservateur  |
| 44e                                                                   | 1966–1970 | Norman St John-Stevas       |                               | Conservateur  |
| 45e                                                                   | 1970–1974 | Norman St John-Stevas       |                               | Conservateur  |
| 46e                                                                   | 1974–1974 | Norman St John-Stevas       |                               | Conservateur  |
| 47e                                                                   | 1974–1979 | Norman St John-Stevas       |                               | Conservateur  |
| 48e                                                                   | 1979–1983 | Norman St John-Stevas       |                               | Conservateur  |
| 49e                                                                   | 1983–1987 | Norman St John-Stevas       |                               | Conservateur  |
| 50e                                                                   | 1987–1992 | Simon Burns                 |                               | Conservateur  |
| 51e                                                                   | 1992–1997 | Simon Burns                 |                               | Conservateur  |
| Remplacée par West Chelmsford, Rayleigh et Maldon and East Chelmsford |           |                             |                               |               |

Depuis 2010
| Législature                                              | Années        | Député     | Député        | Parti               |
| -------------------------------------------------------- | ------------- | ---------- | ------------- | ------------------- |
| Recréée de West Chelmsford et Maldon and East Chelmsford |               |            |               |                     |
| 55e                                                      | 2010–2015     |            | Simon Burns   | Conservateur        |
| 56e                                                      | 2015–2017     |            | Simon Burns   | Conservateur        |
| 57e                                                      | 2017–2019     | Vicky Ford |               | Conservateur        |
| 58e                                                      | 2019-2024     | Vicky Ford |               | Conservateur        |
| 59e                                                      | 2024–en cours |            | Marie Goldman | Libéraux-démocrates |

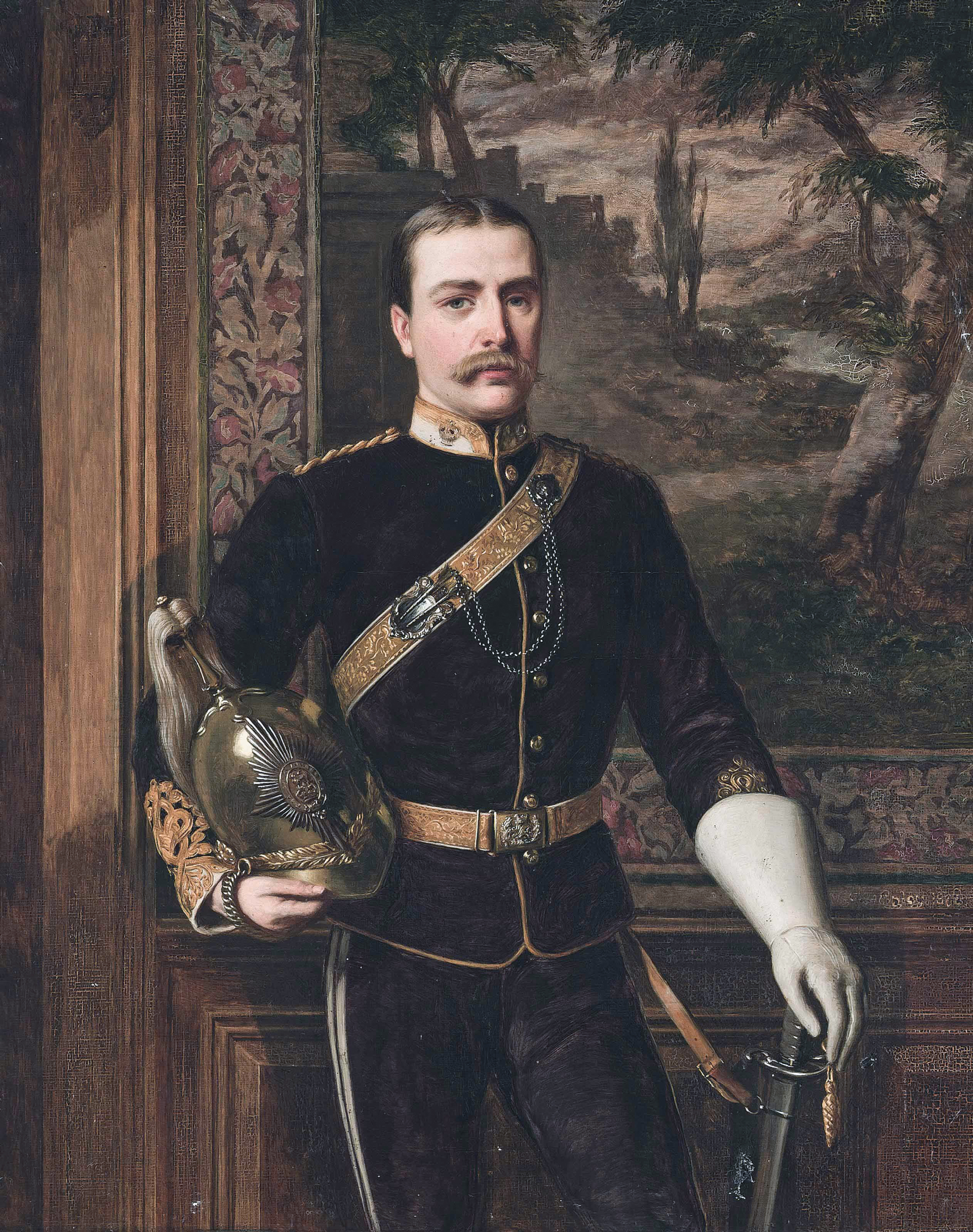
Carne Rasch (1900-1908).
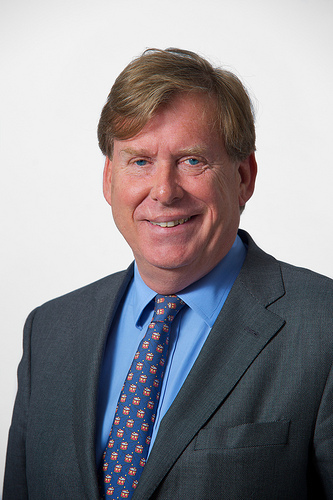
Simon Burns (1987-1997 et 2010-2017).
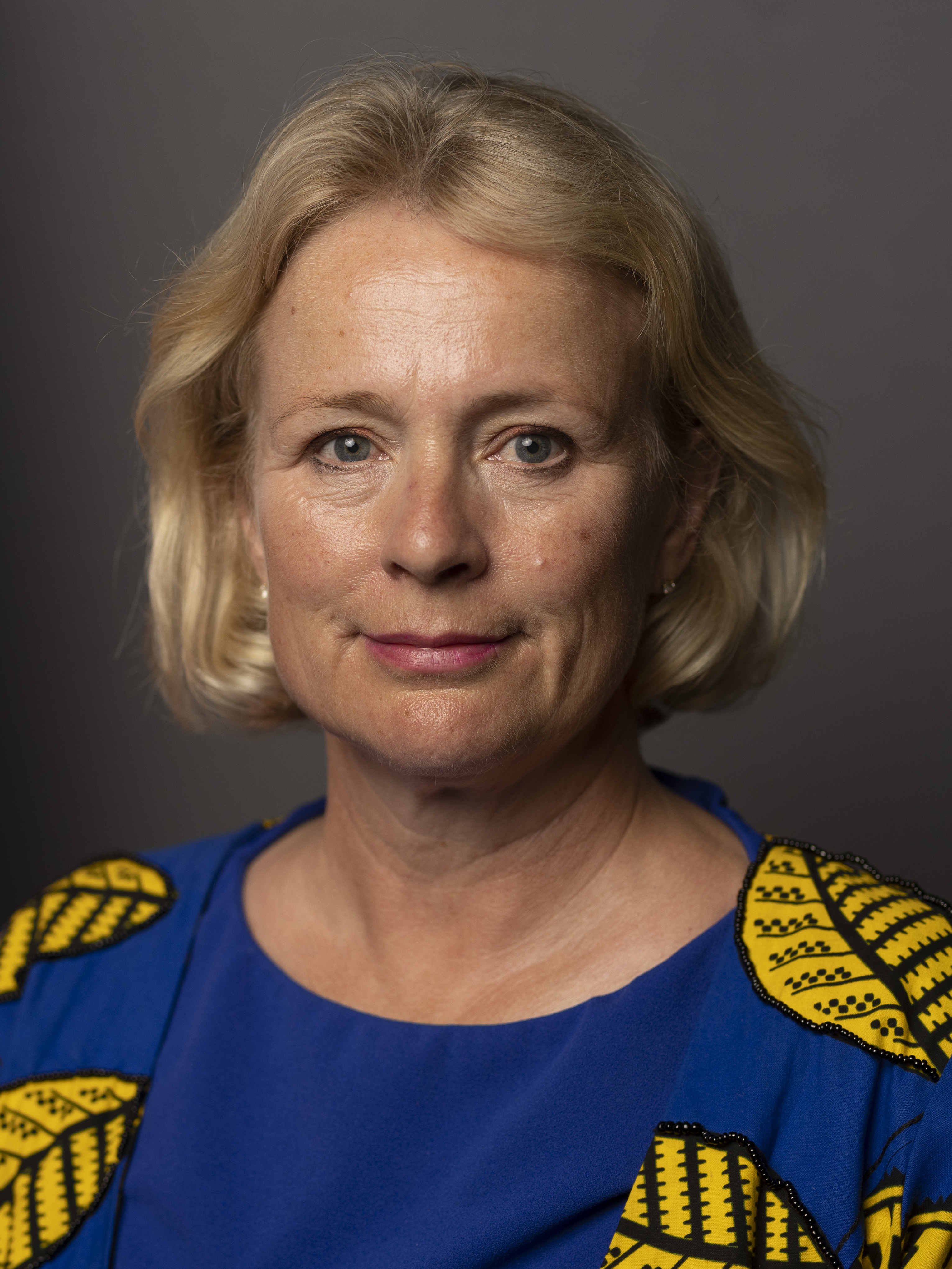
Vicky Ford (2017-2024).
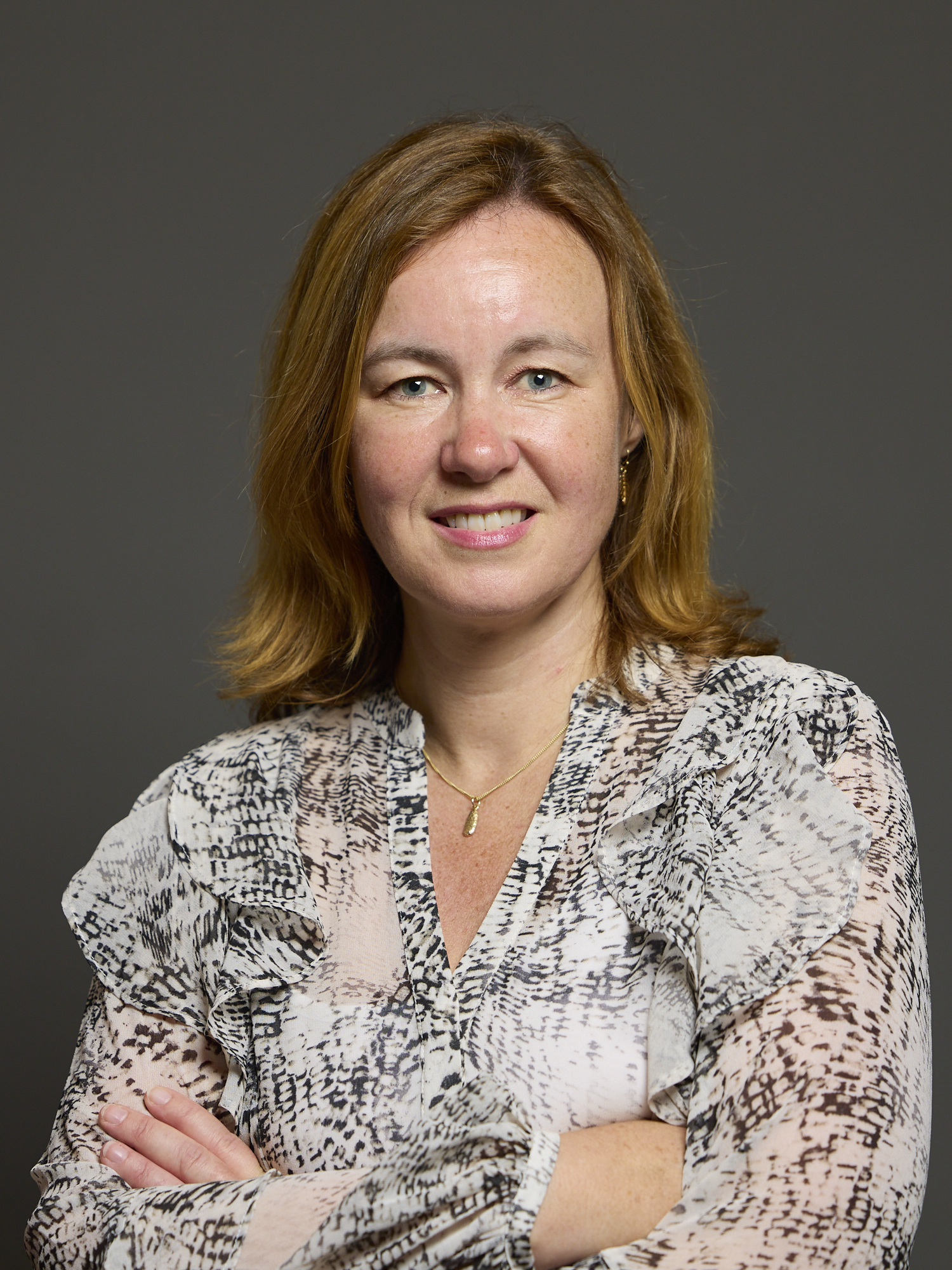
Marie Goldman (depuis 2024).